# 英寸汞柱
英寸汞柱或英寸水銀柱（符號：inHg和"Hg）是壓力的量度單位。在美國，它仍然用於天氣報告、製冷和航空，作為氣壓單位。
它被定義為在32 °F（0 °C）和標準重力加速度下，1英寸高的水銀圓柱所造成的壓強。
1 inHg = 3386.389 Pa在0 °C。
在舊文獻中，一「英寸汞柱」是基於在60 °F（15.6 °C）的水銀柱的高度。
1 inHg60 °F = 3376.85 Pa
在英制單位：1 inHg = 0.491 098 psi，或2.036 254 inHg = 1 psi。